# پیانتزه
پیانتزه (به ایتالیایی: Pianezze) یک کومونه در ایتالیا است که در استان ویچنزا واقع شده‌است. پیانتزه ۴ کیلومتر مربع مساحت و ۱٬۸۵۴ نفر جمعیت دارد.